# 루이스 블랙
루이스 블랙(Lewis Black, 1948년 8월 30일 ~ )은 미국의 코미디언 · 배우 · 극작가이다.

## 영화
- 인사이드 아웃 - 버럭 역
- 인사이드 아웃 2 - 버럭 역